# Стеарлифт
Стеарлифт е механично устройство за повдигане на инвалидни колички и хора по стълби. На достатъчно широко стълбище релсата се монтира директно към стъпалата. Стол или повдигаща се платформа са прикачени към релсата. Човек се изкачва или слиза по стъпалата като седи на стола, който се движи по релсата.
Едни от първите стеарлифтове са произведени в САЩ през 1930 г. от компанията Inclinator.

## Функции
Модерните стеарлифтове се произвеждат с широка гама от функции като регулируема височина на седалката, повдигаща се релса, ключ за заключване, сгъваема стъпка, контролиране на скоростта, предпазен колани, мек старт и стоп и пр.

## Популярни видове

### Прав стеарлифт
Това е най-често срещаният вид стеарлифт, използва се в частни жилища и има права релса (коловоз), който е фиксиран към стъпалата на стълбището. Прав стеарлифт се инсталира и произвежда по-лесно, тъй като изисква по-малко персонализация.

### Извит стеарлифт
Те са по-рядко срещани и скъпи от тези с прави релси, защото трябва да бъдат произведени да отговарят на индивидуалните извити стълбища. Това включва индивидуално измерване, проектиране и производство. Процесът на инсталиране обикновено отнема повече време, отколкото за прав стеарлифт.

## Захранване
В началото стеарлифтовете са били произвеждани с двигатели на променлив ток (AC, 110V в САЩ и 220V в Европа), като кабелът за захранване трябвало да бъде прокаран през цялата релса до самия стол.
Съвременните домашни стеарлифтове се задвижват от акумулаторни батерии и използват постоянен ток (DC). Едно от предимствата на тези стеарлифтове е, че те продължават да функционират и когато токът е спрян, при условие че батериите са достатъчно заредени.
При повечето модели на прав ток акумулаторите са монтирани под стола и се движат с него.
Някои стеарлифтове зареждат акумулаторите, само когато столът е в най-горната или най-долната точка на релсата. Други могат да ги зареждат през цялото време независимо къде на релсата е спрян столът.